# Eryngium bonplandii
Eryngium bonplandii är en flockblommig växtart som beskrevs av François Delaroche. Eryngium bonplandii ingår i släktet martornar, och familjen flockblommiga växter. Inga underarter finns listade i Catalogue of Life.